# Emil Aust
Emil Aust (* 29. Juli 1863 in Hermsdorf bei Waldenburg, Niederschlesien; † nach 1933) war ein deutscher Gymnasiallehrer und Klassischer Philologe.
Emil Aust besuchte von 1874 bis 1882 das Gymnasium in Waldenburg und studierte anschließend an der Universität Breslau und der Philipps-Universität Marburg Klassische Philologie, Geschichte und Germanistik. Er wurde 1888 Mitglied des Philologisch-Historischen Vereins Marburg, der 1921 in der späteren Marburger Burschenschaft Rheinfranken aufging, der er seitdem angehörte. 1889 wurde er in Marburg bei Georg Wissowa, bei dem er bereits in Breslau studiert hatte, promoviert und legte 1890 die Staatsprüfung als Lehrer ab. Er leistete sein Seminarjahr am Gymnasium in Marburg ab und war anschließend als wissenschaftlicher Hilfslehrer in Frankfurt am Main tätig (Kaiser-Friedrich-Gymnasium, Humboldtschule, Goethe-Gymnasium, Musterschule, Lessing-Gymnasium). Zum 1. April 1900 wurde er zum Direktor des neu gegründeten Progymnasiums in Myslowitz in Oberschlesien ernannt, das er (im Rang eines Oberlehrers) bis zu seinem Eintritt in den Ruhestand am 1. Oktober 1928 leitete.
Neben seiner Lehrtätigkeit war er auch weiter wissenschaftlich tätig und veröffentlichte Studien. Darunter sind auch zahlreiche wissenschaftliche Lexikonartikel im Ausführlichen Lexikon der griechischen und römischen Mythologie sowie über 100 Artikel in Paulys Realencyclopädie der classischen Altertumswissenschaft (RE).

## Veröffentlichungen (Auswahl)
- De aedibus sacris populi Romani inde a primis liberae rei publicae temporibus usque ad imperatoris Augusti aetatem Romanae conditis. Dissertation Marburg 1889.
- Die stadtrömischen Tempelgründungen der Kaiserzeit. Frankfurt/M. 1898.
- Die Religion der Römer (= Darstellungen aus dem Gebiete der nichtchristlichen Religionsgeschichte Band 13). Münster 1899.
- Bericht über die Einweihungsfeier. Myslowitz 1904.
- Die Einweihungsfeier [des Neubaus des Gymnasiums]. Myslowitz 1912.